# Oxögat (Romelanda socken, Bohuslän, 643801-127708)
Oxögat är en sjö i Kungälvs kommun i Bohuslän och ingår i Göta älv-Bäveåns kustområde. Oxögat ligger i Svartedalen Natura 2000-område. Sjön är 9 meter djup, har en yta på 0,004 kvadratkilometer och befinner sig 110,7 meter över havet.